# Regimentul V Ialomița No. 23
Regimentul V Ialomița No. 23 a fost o unitate de infanterie, de nivel tactic, din trupele permanente ale Armatei României. Unitatea a fost înființată în 1891 prin fuziunea Regimentului V de Linie - înființat în 1858 și Regimentului 23 Dorobanți, înființat în 1880. Pe tot parcursul existenței sale a făcut parte din organica Brigăzii 17 Infanterie, fiind dislocat la pace în garnizoana Călărași. La mobilizare, regimentul constituia încă o unitate, Regimentul 63 Infanterie, din rezerviști proveniți din Cercul de recrutare „Ialomița”.:p. 131